# Scathophaga inquinata
Scathophaga inquinata är en tvåvingeart som först beskrevs av Johann Wilhelm Meigen 1826.  Scathophaga inquinata ingår i släktet Scathophaga och familjen kolvflugor. Arten är reproducerande i Sverige. Inga underarter finns listade i Catalogue of Life.